# Cumbia panaméenne
Sous-genres
Pindín, curacha, serrucho
Genres dérivés
Cumbia
La cumbia panaméenne désigne la cumbia, un genre musical et une danse folklorique, ayant émergé au Panama,. Il s'agit d'un genre musical très répandu dans tout le pays, ce qui explique l'existence d'un grand nombre de variantes régionales, allant de celles qui ont une influence nettement noire à celles qui comportent des éléments indigènes, en passant par celles qui ont des caractéristiques essentiellement européennes.
La cumbia a été reconnue par l'UNESCO comme l'une des expressions festives et rituelles de la culture Congo du Panama, qui ont été considérées comme patrimoine immatériel de l'humanité en 2018.[source insuffisante]